# Вишнёвка (Тайыншинский район)
Вишнёвка (каз. Вишневка) — село в Тайыншинском районе Северо-Казахстанской области Казахстана. Входит в состав Яснополянского сельского округа. Код КАТО — 596075200.

## Население
В 1999 году население села составляло 815 человек (393 мужчины и 422 женщины). По данным переписи 2009 года, в селе проживало 707 человек (329 мужчин и 378 женщин).